# Heinrichsruh (Torgelow)
Heinrichsruh ist ein Ortsteil der Stadt Torgelow im Landkreis Vorpommern-Greifswald im Osten Mecklenburg-Vorpommerns (Deutschland).

## Geografie
Die Umgebung von Heinrichsruh im südwestlichen Bereich der Ueckermünder Heide, eines waldreichen Flachlandes, ist durch wenig Relief gekennzeichnet (Höhenlagen über 20 m ü. NN sind die Ausnahme). Die Böden sind überwiegend sandig. Der Ort liegt zwischen der Kernstadt Torgelow und der Gemeinde Ferdinandshof.
Zu Heinrichsruh gehörten ursprünglich die Orte Müggenburg und Müggenburger Teerofen.

## Geschichte
Der Ort wurde anfänglich auch Heinrichsruhe genannt. 1752 hatte Christoph Ludwig Henrici den Ort im Besitz, baute das Gut aus und errichtete in dem Jahr auch das noch bestehende Herrenhaus. Er hatte aber die Auflage erhalten, 30 Kolonisten dort anzusiedeln. Dies geschah mit der Trockenlegung des Landstriches zwischen der Friedländer Großen Wiese und der Ueckermünder Heide im Auftrag der preußischen Könige Friedrich Wilhelm I. und Friedrich dem Großen. 1774 wurde die Erbpacht des Dominialbesitzes neu vertraglich geregelt. Zu dieser Zeit war August Ludwig Henrici der Gutsherr. 1836 wurde die Erbpacht des Dominials in Freies Eigentum gewandelt. Nun entschlossen sich die Henrici-Erben, den Besitz meistbietend zu veräußern. Das Gut ging an Inspektor Eduard Schmidt und der Ort wurde zu den ritterschaftlichen gezählt, dies hatte steuerrechtliche Bedeutung.
1865 hatte der Ort ein Herrenhaus, eine Schule, 33 Wohn- und 31 Wirtschaftsgebäude, sowie 323 Einwohner in 76 Familien. Die Einwohner waren überwiegend Büdner und Lohnarbeiter.
Es gab 1865 auch noch einen Wohnplatz mit Namen Heinrichsruh, der aus einer Ziegelei mitten im Wald mit einem Wohn- und einem Wirtschaftsgebäude bestand. Dort wohnte nur der Ziegler mit seiner Frau. Der Wohnplatz gehörte aber nicht zum ritterschaftlichen Ort Heinrichsruh, sondern zu Torgelow.
Am 1. Juli 1950 wurde die bis dahin eigenständige Gemeinde Müggenburg eingegliedert.
Seit der politischen Wende hat sich das Ortsbild von Heinrichsruh verändert. Straßen, Bürgersteige und Straßenbeleuchtung wurden erneuert und ein Festplatz errichtet. Außerdem ist der Ort inzwischen zu einer attraktiven Adresse geworden, was den Bau von Einfamilienhäusern in naturnahen Lagen betrifft. Durch Zuzug junger Familien ist die demografische Entwicklung des Ortes positiv.
Zum 25. Mai 2014 wurde Heinrichsruh nach Torgelow eingemeindet.

## Politik

### Wappen
| Wappen von Heinrichsruh | Blasonierung: „In Silber eine grüne Ortstelle, darin ein gestürztes goldenes Lindenblatt; eine grüne Schildfußstelle, darin ein goldenes Weinglas, auf den Flanken je ein aufrechter grüner Eibenzweig mit zwei roten Früchten.“ |
| Wappen von Heinrichsruh | Wappenbegründung: Das Wappen greift mit seinen Motiven bestimmende Elemente der wirtschaftlichen Entwicklung und natürliche Besonderheiten des Ortes auf. So soll mit dem Weinglas auf den Ursprung des Ortes hingedeutet werden, auf die Anlage einer neuen Glashütte sowie die Ansiedlung von Glasarbeitern und Kolonisten. Das Lindenblatt steht nach dem Gestaltungsgrundsatz des pars pro toto für die das Ortsbild prägenden Lindenbäume, die Eibenzweige versinnbildlichen die über 250-jährigen Eiben im barocken Gutspark. In dem Wappen verweist der durch die Ortstelle und Schildfußstelle entstandene Buchstabe „H“ auf den Gemeindenamen. Das Wappen und die Flagge wurde von dem Weimarer Michael Zapfe gestaltet. Es wurde am 9. August 2002 durch das Ministerium des Innern genehmigt und unter der Nr. 266 der Wappenrolle des Landes Mecklenburg-Vorpommern registriert. |

### Flagge
Die Flagge ist längs gestreift von Weiß, Grün und Weiß. Die weißen Streifen nehmen je zwei Neuntel, der grüne Streifen nimmt fünf Neuntel der Höhe des Flaggentuchs ein. In der Mitte des grünen Streifens liegt, auf jeweils ein Neuntel der Höhe der beiden weißen Streifen übergreifend, das Gemeindewappen. Die Länge des Flaggentuchs verhält sich zur Höhe wie 5:3.

## Sehenswürdigkeiten
→ Siehe: Liste der Baudenkmale in Heinrichsruh
In Heinrichsruh wurde das schon fast verfallene barocke Herrenhaus mit dazugehörigem Park wieder instand gesetzt. Dort hat das "Vorpommersche Künstlerhaus" seit dem Jahr 2000 sein Domizil. Ab 1997 arbeiteten Studenten, Künstler, Wissenschaftler, Handwerker und andere freiwillig an der Verwirklichung dieses Projekts. Neben einer Lithographiewerkstatt bietet das Haus inzwischen Konzerte, Lesungen, Barockopern, Meisterkurse, Maskenbälle und Ausstellungen.
Eine besondere Sehenswürdigkeit stellt die Ausmalung des Festsaales durch Claudia Hauptmann dar.

## Verkehrsanbindung
Heinrichsruh liegt an der Bundesstraße 109 (Greifswald – Berlin). Hier gibt es ein Gewerbegebiet, in dem sich Handels- und Handwerksbetriebe niedergelassen haben.